# Királyi palota (Wawel)

A királyi palota helye a Wawelben

A királyi palota (lengyelül: Zamek Królewski) a krakkói Wawel része, a középkori Lengyelország uralkodóinak székhelye volt 1038-tól 1596-ig.

## Története
A 12. század és 13. század fordulóján a Wawel-domb északkeleti részén egy nem túl nagy, román stílusú várat építettek, melyet a 14. században Lokietek Ulászló és Nagy Kázmér egy gótikus építményre cserélt fel. A palota a mai alakját a reneszánsz korban nyerte el, amikor I. Zsigmond lengyel király az 1499-es tűzvész után átépítette. A felújítás során meghagyták a 14. századi gótikus épületeket, a Tyúkláb-bástyát, a Jordanka-tornyot és a Dán-tornyot. A palota földszinti termei is őrzik a gótikus stílusjegyeket. Az átépítést kezdetben Eberhard Rosemberg építészmester vezette, később kiváló olasz építészek folytatták, Francesco Fiorentino és Bartolomeo Berecci. A palotában található díszes faragványok és festmények többnyire német mesterek munkái (Hans Dürer, Sebastian Tauerbach). 1595-ben egy újabb tűzvész során leégett a palota egy része, az elpusztult épületrészeket barokk stílusban építették újra III. Zsigmond utasítására. Miután Varsó lett a főváros, a palotát már csak koronázáskor és a királyi temetések idején használták. Az 1655-57-es svéd ostrom során erősen megrongálódott az épület. 1791-ben porosz csapatok szállták meg, 1846 után az osztrákok kaszárnyának és katonakórháznak használták. 1905-ben kezdődött meg a palota teljes rekonstrukciója, eredeti állapotát ekkor állították helyre. A második világháborúban a német megszállás idején a Lengyel Főkormányzóság hivatalai és lakásai voltak a királyi palota legszebb termeiben. A kincsek, szobrok nagy részét a németek elrabolták.

## Díszudvar
A királyi palotában egy háromszintes árkádos reneszánsz stílusú belsőudvar található, melyet Francesco Fiorentino építészmester tervezett, akit Budáról hívtak a Wawel kialakítására. A királyi palota második emeleti keleti szárnyán megmaradtak az eredeti festett frízek, melyek római császárokat ábrázolnak. A nagy méretű belső díszudvarában a középkorban számos bált, ünnepélyt, fogadást szerveztek. Itt volt a vitézi tornák színhelye is.

## Lakótornyok
A királyi palotához négy lakótorony tartozik, a gótikus stílusú Dán-torony, Jordanka-torony és a Tyúkláb-bástya illetve a kora barokk stílusú Zsigmond-torony.

## A királyi palota múzeuma
Miután a lengyelek visszaszerezték a várat az osztrák uralom alól, a vár felújítása után azonnal múzeumot alapítottak, igyekeztek több egykori műtárgyat visszaszerezni és kiállítani.

### Fegyvertár
A palota földszintje ma a fegyvermúzeumnak ad helyet. Számos korabeli nyílpuska, pallos, kard, sodronying, páncél, pajzs és ágyú van kiállítva.

### Királyi magánlakosztályok
A palota eredeti termeit, királyi lakosztályai (Królewskie apartamenty prywatne) eredeti állapotukban újították fel, illetve maradtak meg. Számos kora újkori szőttes, flandriai gobelin falikárpit, szőnyeg, festmény, bútor, falióra, porcelán van kiállítva a termekben. A legtöbb flamand-arras típusú faliszőnyegeket Zsigmond Ágost hozatta a lakosztályokba.

### Dísztermek
A dísztermekben fogadták a középkorban az külföldi államok követeit, illetve voltak az uralkodó tróntermei. Számos faliszőnyeg, monumentális festmény, bútor maradt meg, a berendezés többsége a 16-17. századból származik. A Követfogadó terem a dísztermek egyike, "fejek termének" is nevezik, mert a mennyezetet egyedülálló módon 194 faragott fej díszítette, amelyből napjaikra 30 maradt meg. Említésre méltó a Sas-terem, ahol számos festmény, lovas kép van kiállítva. A palota legnagyobb terme a Szenátori ülésterem, itt tanácskozott a nemesi országgyűlés.

### Kincstár
A Zsigmond-torony ad helyet a kincstárnak, itt őrzik a lengyel királyok koronázási jelvényeit, 14-18. századi ékszereket, díszes kardokat. A kincstár része a Hedvig-Jagelló-terem is, ahol a lengyelek nemzeti ereklyéje, a  Szczerbiac (csorba kard), mely a 14. század óta a lengyel királyok koronázási pallosa.

## Galéria

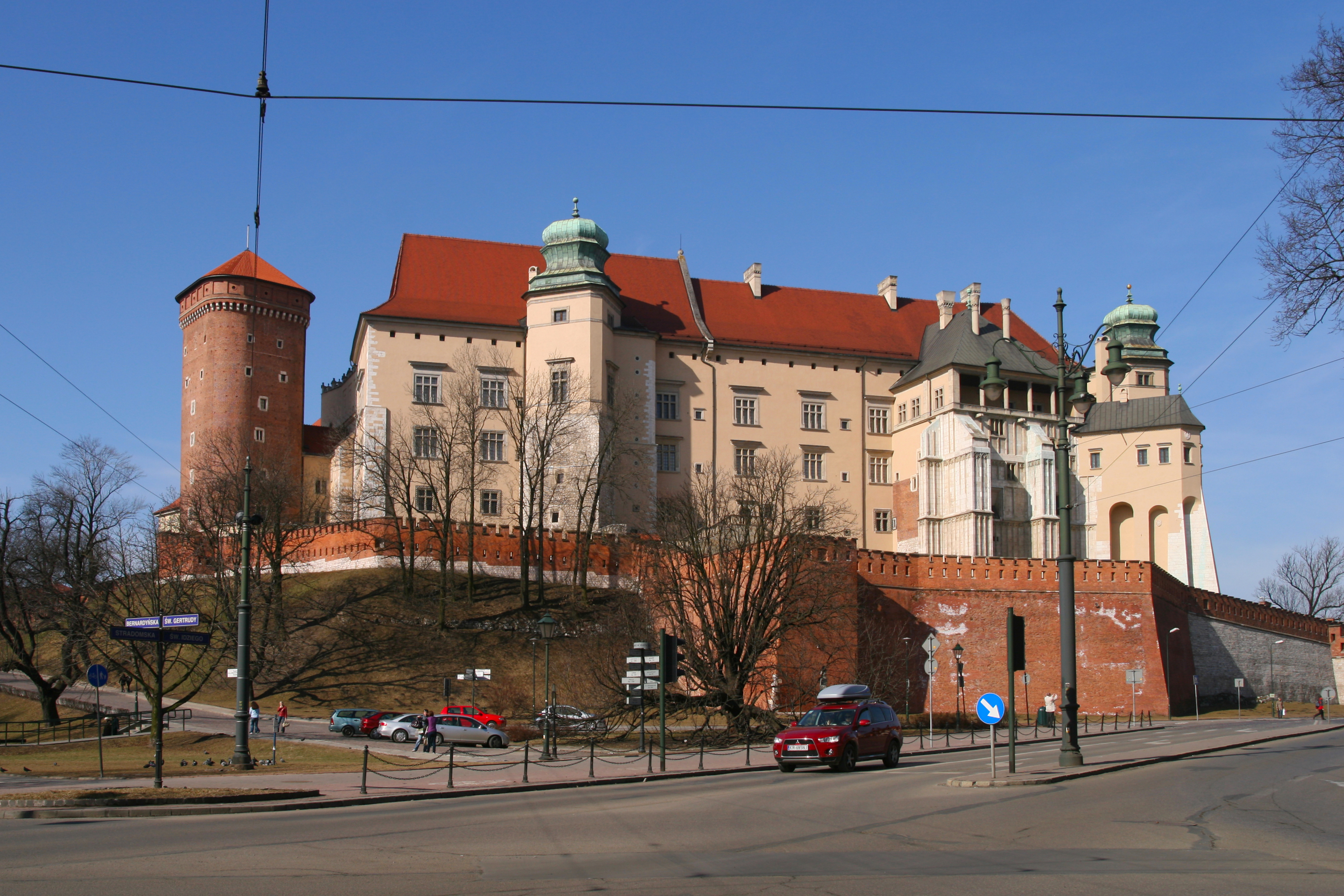
A királyi palota
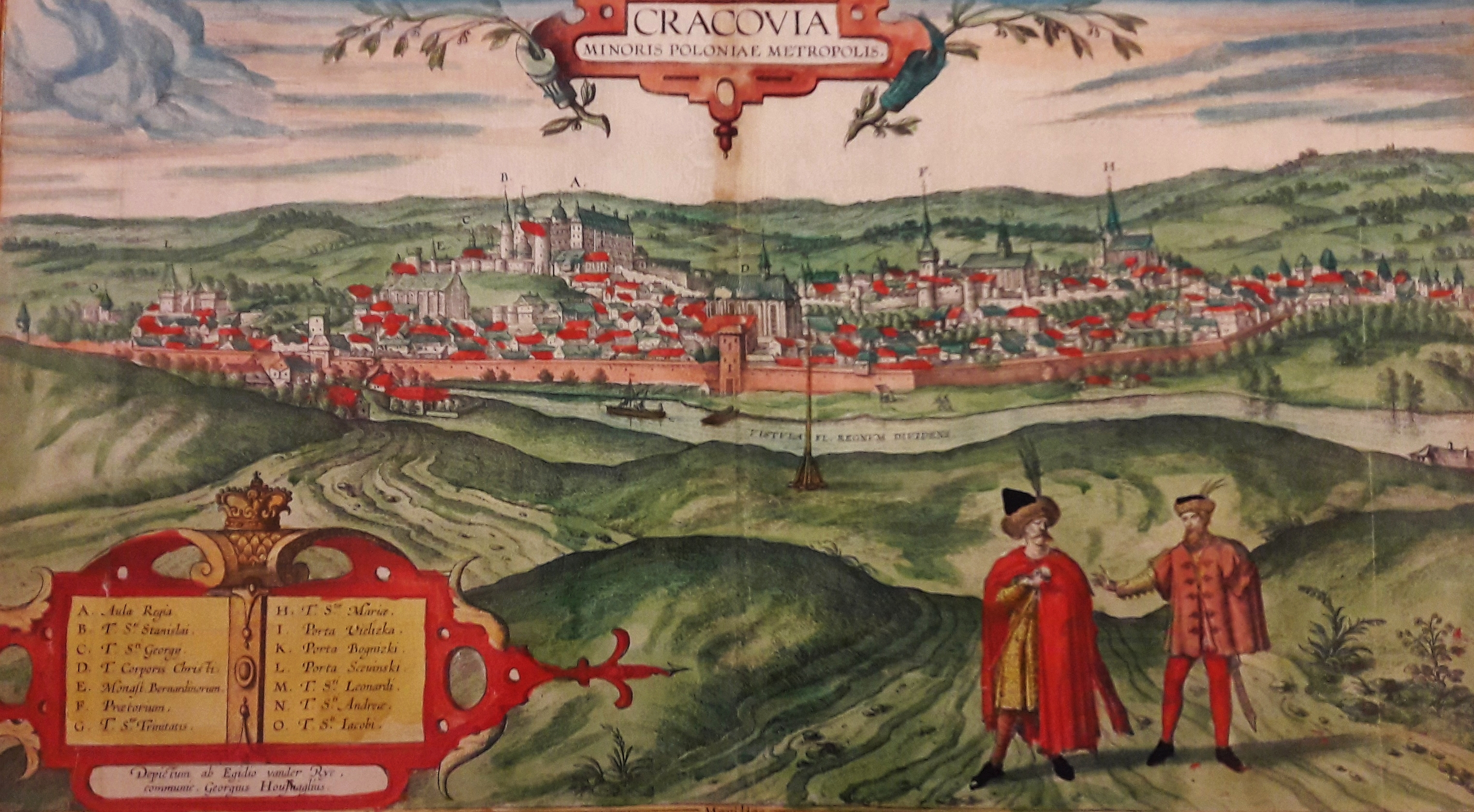
Krakkó látképe (1617)
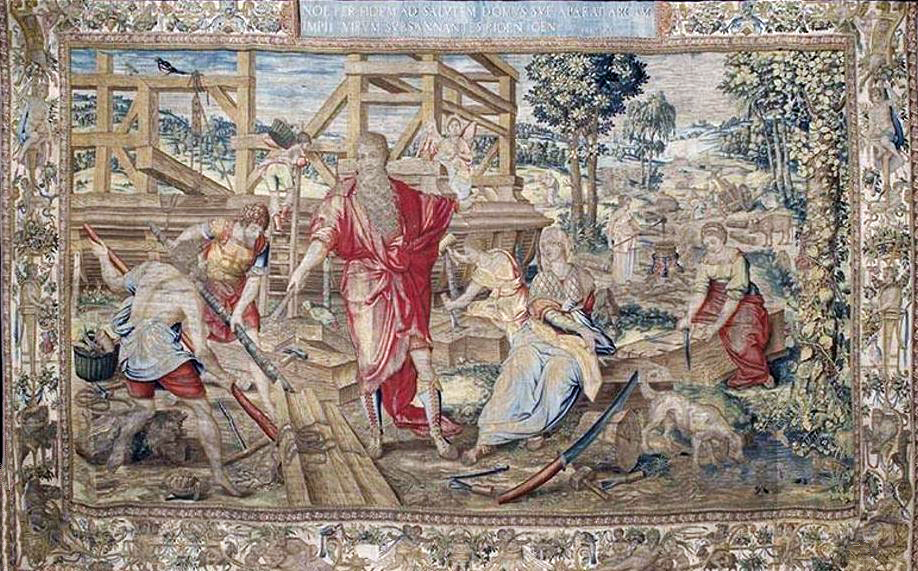
Faliszőnyeg
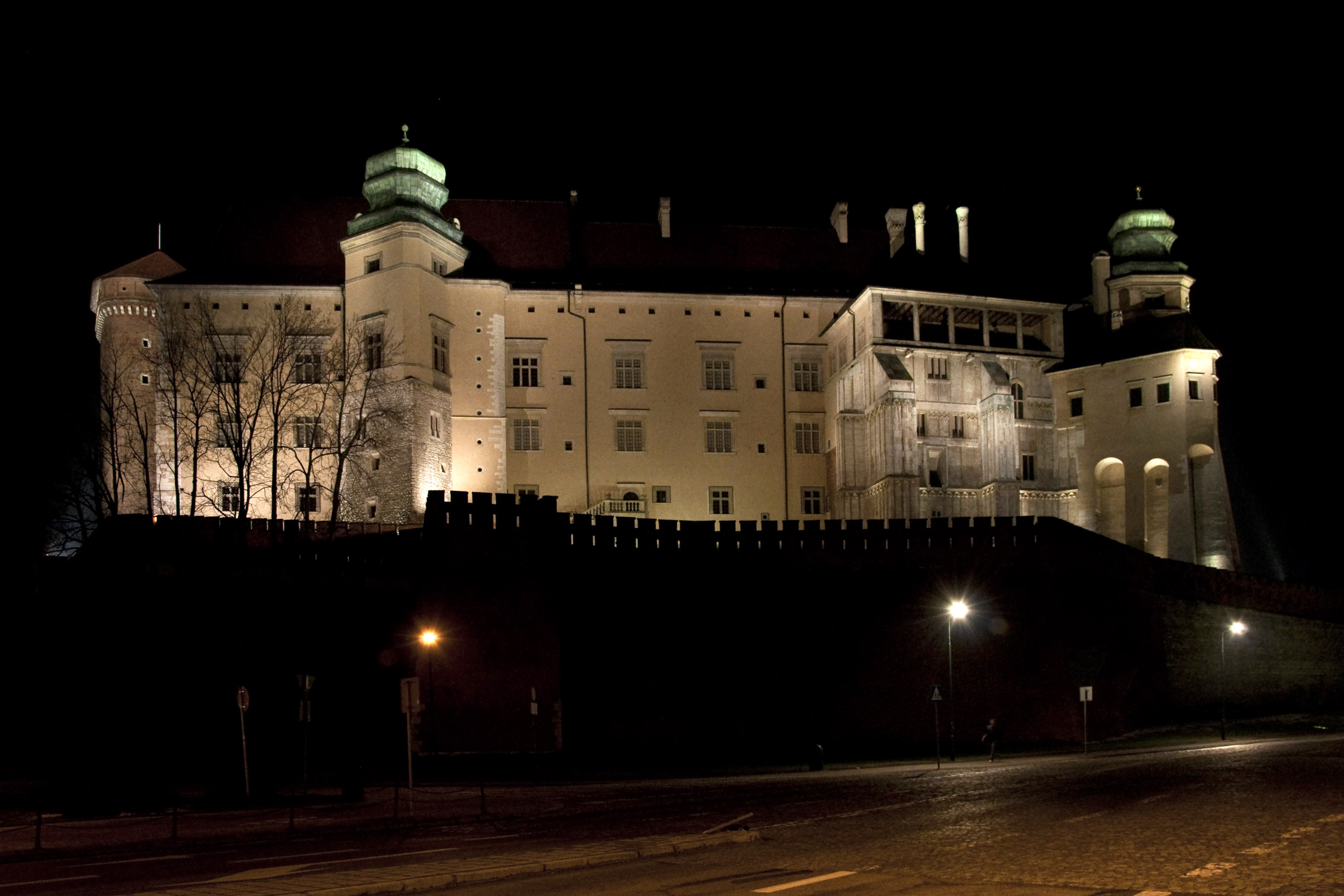
A palota éjjel
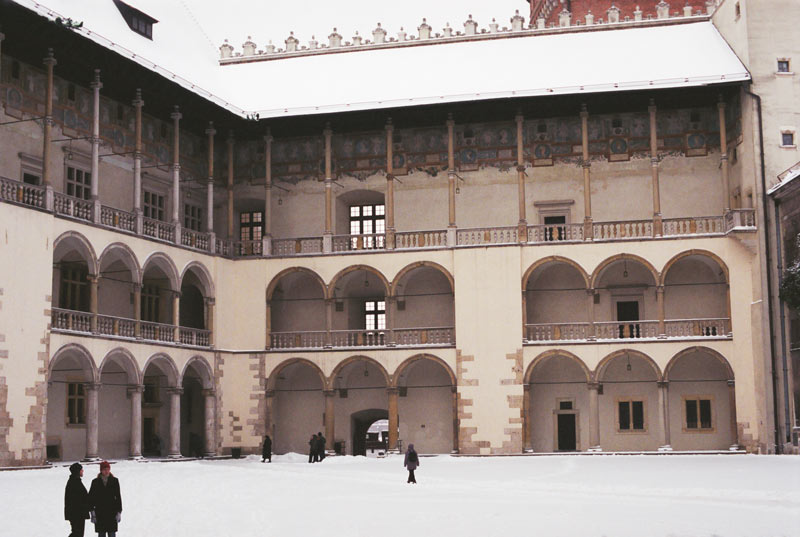
Reneszánsz díszudvar
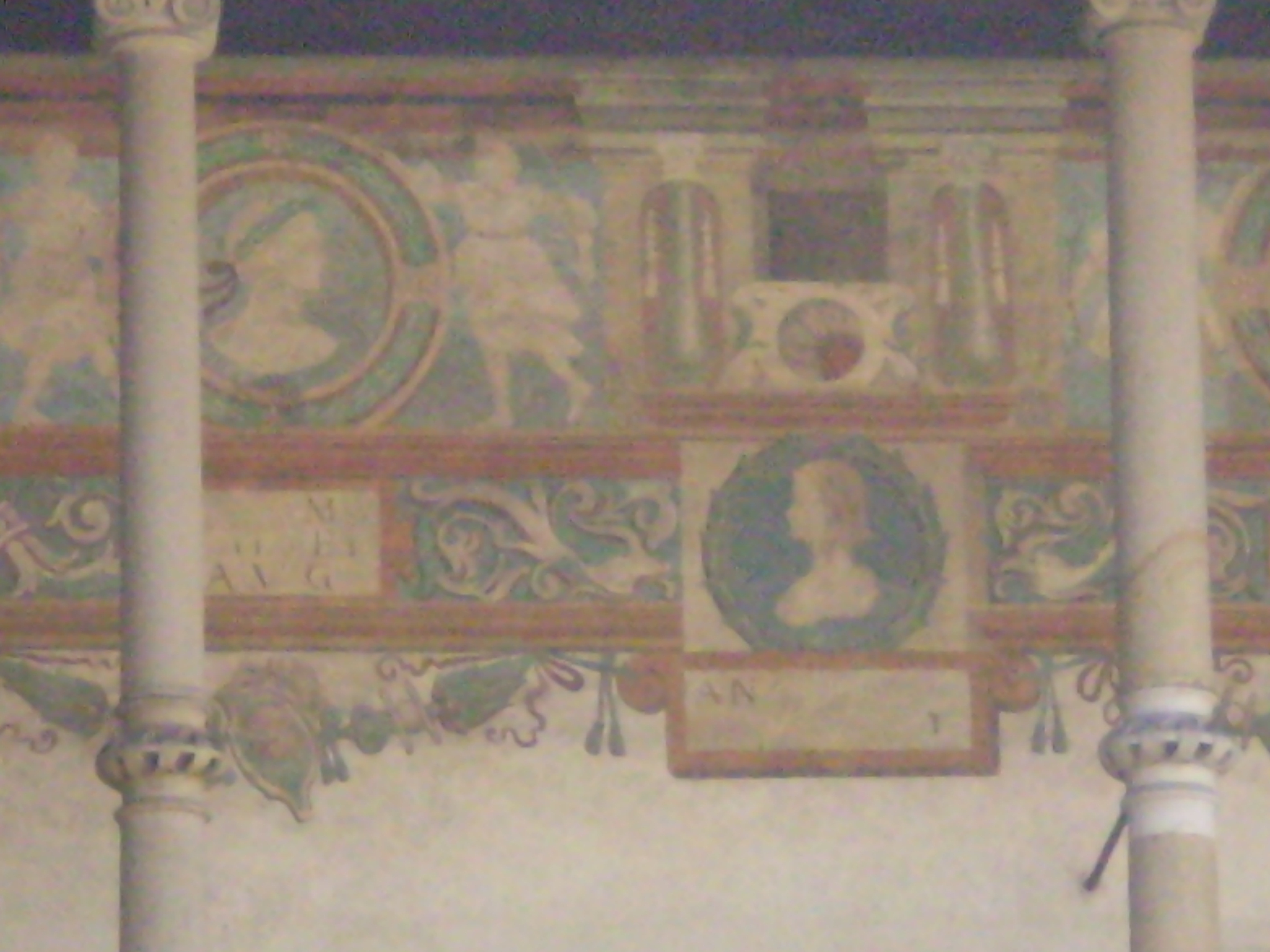
Reneszánsz fríz a díszudvaron
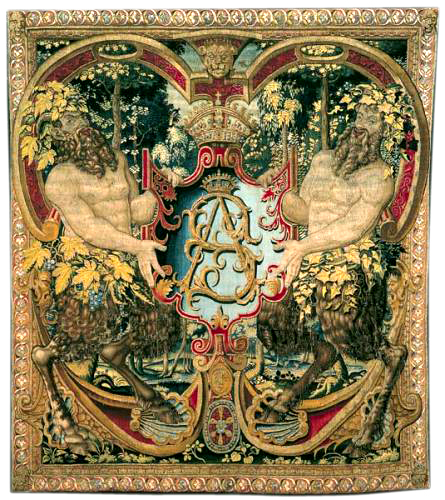
Zsigmond Ágost faliszőnyegének részlet, a SA monogrammal 1555-ből

## Bibliográfia
- Kazimierz Kuczman: Wzgórze Wawelskie: Przewodnik; Krakkó, 1988.
- Krakkó - képes útikönyv, Kier Kiadó, Krakkó 2006.